# Vzhodna Predpomorjanska
Vzhodna Predpomorjanska (nemško Ostvorpommern) je podeželski okraj v nemški zvezni deželi Mecklenburg - Predpomorjanski. Leži ob Baltskem morju in meji (v smeri urinega kazalca) na Poljsko in podeželske okraje Uecker-Randow, Mecklenburg-Strelitz, Demmin in Severna Predpomorjanska. Enklava v teritoriju Vzhodne Predpomorjanske je mestni okraj Greifswald. Sedež okraja je v Anklamu.
Površje je ledeniško preoblikovanoo, značilne so morene in barja. Okraju pripada večji zahodni del otoka Usedom (vzhodni del pripada Poljski). Največja reka v okraju je Peene.
Vzhodna Predpomorjanska je eden najredkeje poseljenih okrajev zvezne dežele in cele Nemčije. Edini naselji z vec kot 10.000 prebivalci sta Anklam (14.092) in Wolgast (12.359).
Okrajni svet sestavlja 53 članov. Na volitvah 13. junija 2004 je največ sedežev dobila CDU (25), sledita jih Levica (10) in SPD (8). Trenutna okrajna predsednica (Landrätin) je Barbara Sylbe (Levica).
Najpomembnejša gospodarska panoga je turizem, posebej na Usedomu. Za Rügnom je Vzhodna Predpomorjanska turistično najrazvitejši del Mecklenburg - Predpomorjanske. Poleg turizma so pomembni še kmetijstvo, prozvodnja sladkorja (Anklam), ladjedelništvo (Wolgast) in energetika (Energiewerke Nord, nekdanja jedrska elektrarna pri Lubminu).